# なにわ友あれ赤井英和
『なにわ友あれ赤井英和』（なにわともあれあかいひでかず）は、一部TBS系列局で放送された毎日放送製作の紀行バラエティ番組。製作局の毎日放送では1994年10月4日から1999年3月23日まで放送。公式の略称ではないが、新聞テレビ欄に「なに友赤井」と表記されていたこともある。

## 概要
浪速高校ボクシング部の先輩・赤井英和と後輩・釘田修吉（和泉修、本名で出演）が、関西各地（主に大阪府内の下町など）を行き当たりばったりで歩き回りながら何かを体験をしたり、現地の人々と触れあったりしていた番組である。
この番組以前に毎日放送が製作していた『夜はクネクネ』のようなオールロケ番組で、赤井の豪快な性格がロケの進行内容に直結していた。また、三好俊行（当時毎日放送アナウンサー）による大阪弁のナレーションも特徴的で、三好はナレーションで赤井と釘田のロケの最中の行動について「〜する、赤井と修吉」と呼んでいた。収録は1回のロケで2週分を撮影する「2本撮り」形式でせわしなく移動し、赤井たちは立ち寄った店ごとに番組のステッカーを貼っていた。
かねてから親交の深かった赤井と釘田は、この番組のロケでも「先輩」「釘田」と呼びあっていた。赤井の当時の所属事務所の社長・鷲尾もロケに同行していた模様で、赤井から「（鷲尾）社長〜」と呼びかけられて出演することもあった。ほかに、赤井の両親や浪速高校ボクシング部の同期生・後輩らも折に触れて登場している。
オープニングシーンでは必ず2人による番組名の「怒鳴り」を行い、テーマ曲が流れる。オープニングで使用していた楽曲は、映画『ロッキー』でロッキーの対戦相手であるアポロ・クリードが登場する時に流れていた曲である。対するエンディングでは、赤井と釘田の学生時代のツーショット写真やロケのダイジェスト映像とともに「Heartbeats Groove」（佐藤聖子）、「冬の調べ」（種市弦）、「ずっとずっと抱きしめたい」（酒井ミキオ）、「仲直り」（吉岡忍）などの楽曲を流していた。
レギュラー放送の終了後も、特別番組という形で数回にわたって放送された。

## スタッフ
- ナレーション - 三好俊行（当時毎日放送アナウンサー）
- 構成 - 桜井ひろし、中川正博、清水幸浩、若杉正明、安田貞夫
- 演出 - 繁澤公（おふぃす・まどか）
- プロデューサー - 高垣伸博（MBS）、西本武（おふぃす・まどか）
- 製作 - 毎日放送、おふぃす・まどか

## 放送局
| 放送対象地域   | 放送局       | 系列         | 放送日時                                                                                   | 備考              |
| -------------- | ------------ | ------------ | ------------------------------------------------------------------------------------------ | ----------------- |
| 近畿広域圏     | 毎日放送     | TBS系列      | 火曜 23:50 - 24:50 （1994年10月 - 1997年9月） 火曜 23:55 - 24:55 （1997年9月 - 1999年3月） | 製作局            |
| 中京広域圏     | 中部日本放送 | TBS系列      | 水曜 24:35 - 25:32 （1995年10月 - 1996年10月）                                             | 現・CBCテレビ     |
| 岡山県・香川県 | 山陽放送     | TBS系列      | 不明                                                                                       | 現・RSK山陽放送   |
| 日本全国       | GAORA        | CSチャンネル | 月曜 12:00 - 13:00、水曜 10:00 - 11:00 （1998年頃）                                        | 週2回リピート放送 |

## エピソード
- アポストロフィ・クエスチョン - 赤井が「アホ」をより強く言う際の上級、最上級の表現（英語で言う...er、...estの意味）をする際に「アホの上級はドアホ、最上級はダァホ!言うねん」と言い出し、この「ダ」のところに強調を意味するアクセント記号を付けると言いたかった赤井が、その記号のことを「アポストロフィ・クエスチョン」と言った。それを聞いた一同が大ウケしたため、赤井はしばらくの間毎回わざと会話の間に何の脈絡も無く「アポストロフィ・クエスチョン」と言い続けていた。
- 赤井と釘田はこの番組のロケで、浪速高校ボクシング部の同期生や後輩たちとともに学生時代からの行きつけの店であるだるま（大阪で有名な串カツ専門店）をたびたび訪れていた。この店は番組終了後の2000年に閉店の危機に陥ったが、赤井の強い意向により、番組にも出演した後輩が店の経営を立て直した。
- 赤井の母校である近畿大学の学園祭「生駒祭」（1994年11月2日収録）にもアポ無しロケで登場し学生を驚かせた。番組最終回は番組ロケで出会った人、母校の先生（赤井より修吉の方が上）から寄せられた苦情のハガキを紹介した。